# Muscisaxicola albifrons
Muscisaxicola albifrons é uma espécie de ave da família Tyrannidae.
Pode ser encontrada nos seguintes países: Bolívia, Chile e Peru.
Os seus habitats naturais são: campos rupestres subtropicais ou tropicais e pântanos.